# أليس صوفي الثمار
الأليس صوفي الثمار نوع نباتي حولي يتبع جنس الأليس من الفصيلة الصليبية.

## البيئة والانتشار
موطنه المشرق العربي وتركيا والقوقاز.